# Sekou Soumah
Sekou Soumah (Guinee, 18 augustus 1974) is een voormalig voetballer. Hij speelde onder meer voor de Nederlandse club Willem II. In 1994 nam hij deel aan de Afrika Cup namens het Guinees voetbalelftal. Hij maakte zijn debuut voor Willem II tijdens Willem II - PSV in de 70ste minuut bij een 0-1 achterstand. In de 87ste minuut maakte Soumah de 1-1 tegen PSV. in 1995 werd hij door Theo de Jong uit de selectie gezet waarna zijn voetbalcarrière eindigde.

## Carrièreoverzicht
| Seizoen  | Club      | Competitie | Wedstrijden | Doelpunten |
| -------- | --------- | ---------- | ----------- | ---------- |
| 1992-'95 | Willem II | Eredivisie | 12          | 2          |